# Vohančice
Vohančice jsou obec v okrese Brno-venkov v Jihomoravském kraji. Rozkládají se v Křižanovské vrchovině, přibližně čtyři kilometry jižně od Tišnova. Žije zde 193 obyvatel.

## Název
Starší podoba jména vsi byla Vahančice. Původně šlo o pojmenování obyvatel vsi Vahančici odvozené od (mužského) osobního jména Vahanec nebo Vahanek totožného s obecným vahanec - "necky". Jméno obyvatel tedy znamenalo "Vahancovi/Vahankovi lidé". Poté, co byl původ jména zapomenut, došlo k rozlišení samohlásek a-a > o-a. V písemných záznamech se obě podoby (Vahančice, Vohančice) střídaly, roku 1924 byla definitivně jako úřední ustanovena podoba Vohančice.

## Historie
První písemná zmínka o obci pochází z roku 1255.

## Obyvatelstvo
| Rok            | 1869 | 1880 | 1890 | 1900 | 1910 | 1921 | 1930 | 1950 | 1961 | 1970 | 1980 | 1991 | 2001 | 2011 | 2021 |
| -------------- | ---- | ---- | ---- | ---- | ---- | ---- | ---- | ---- | ---- | ---- | ---- | ---- | ---- | ---- | ---- |
| Počet obyvatel | 177  | 156  | 185  | 188  | 190  | 187  | 198  | 176  | 190  | 164  | 145  | 118  | 123  | 169  | 197  |
| Počet domů     | 20   | 20   | 25   | 27   | 31   | 33   | 36   | 42   | 42   | 43   | 41   | 44   | 54   | 72   | 86   |

Vývoj počtu obyvatel

## Obecní správa a politika
Od 50. let 19. století do 31. prosince 1985 Vohančice byly obcí, zpočátku v okrese Brno, poté od 90. let 19. století do roku 1960 v okrese Tišnov a od roku 1960 v okrese Brno-venkov. Od 1. ledna 1986 do 23. listopadu 1990 patřily jako část města k Tišnovu a od 24. listopadu 1990 jsou znovu obcí.

### Politika
V letech 2006–2010 působila jako starostka Lada Hamerníková, v letech 2010–2018 Milan Šejnoha a od roku 2018 tuto funkci vykonává Petr Blahák.

### Obecní symboly
Znak a vlajka byly obci uděleny rozhodnutím předsedy Poslanecké sněmovny Parlamentu České republiky dne 14. ledna 2000.

## Společenský život
Samospráva obce od roku 2016 vyvěšuje 5. července moravskou vlajku.

## Pamětihodnosti
- Zámek Vohančice – tvrz přestavěná koncem 16. století na renesanční zámek
- Kaple svatého Josefa

## Galerie

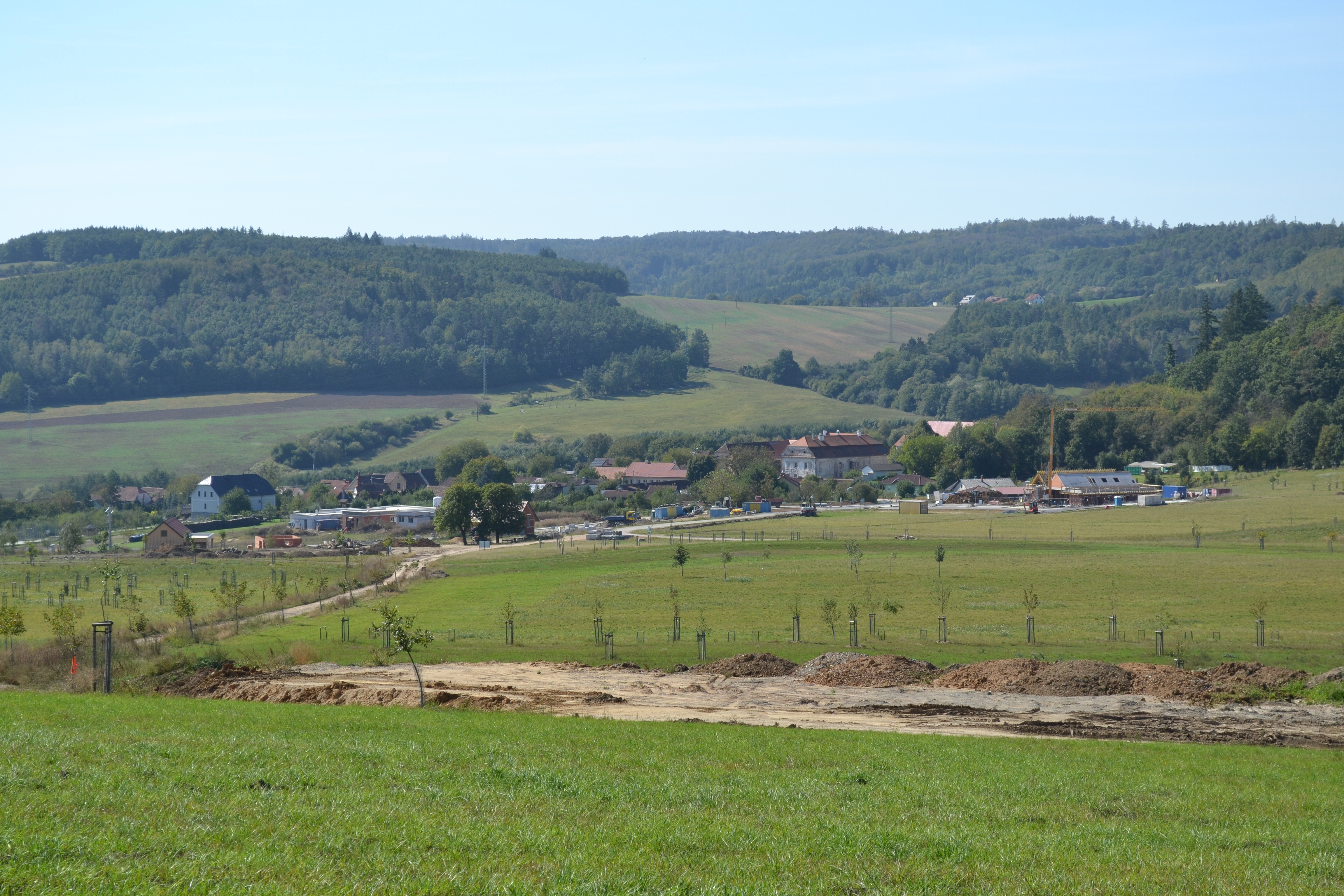
Pohled od severu
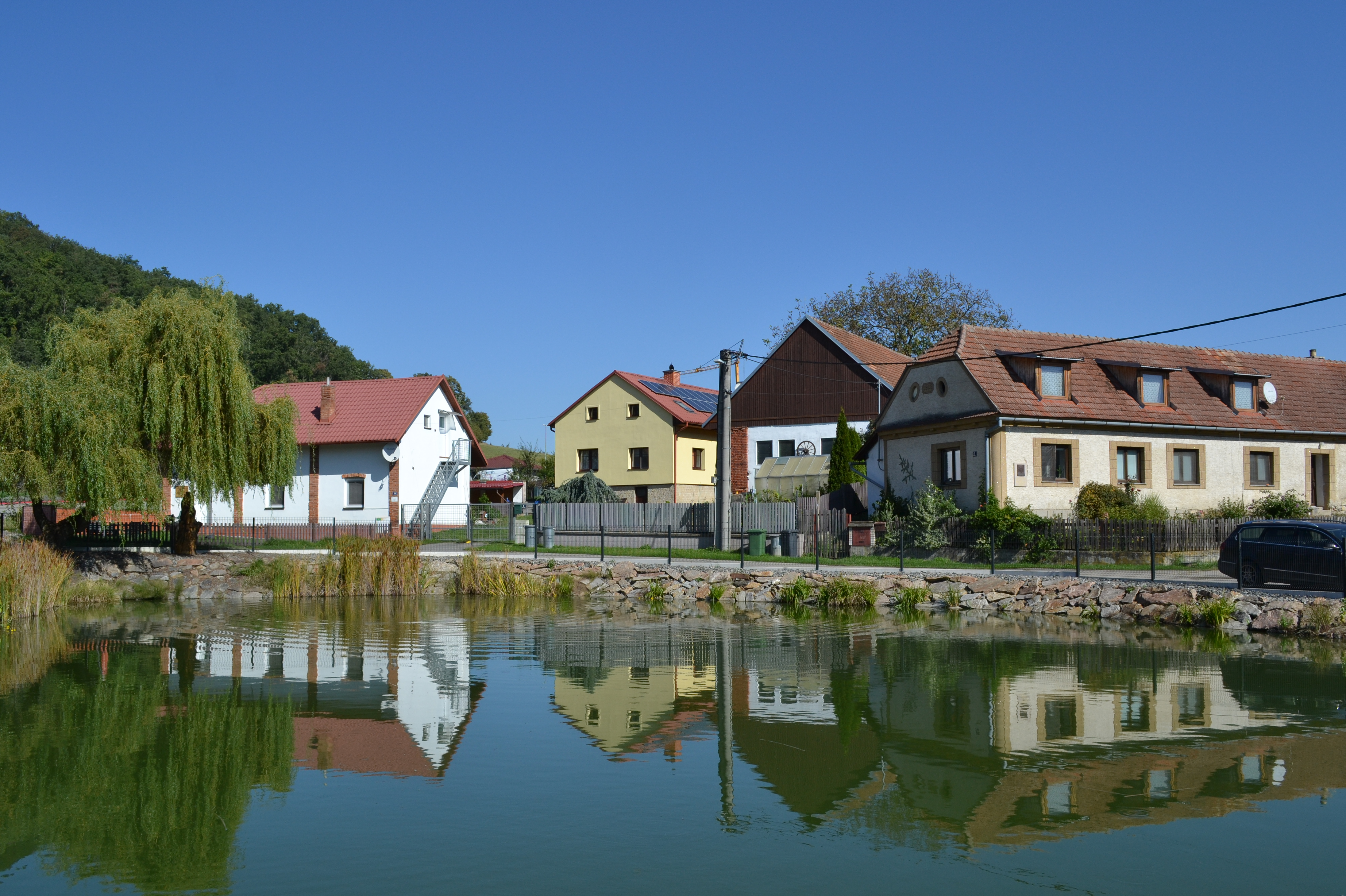
Rybník na návsi
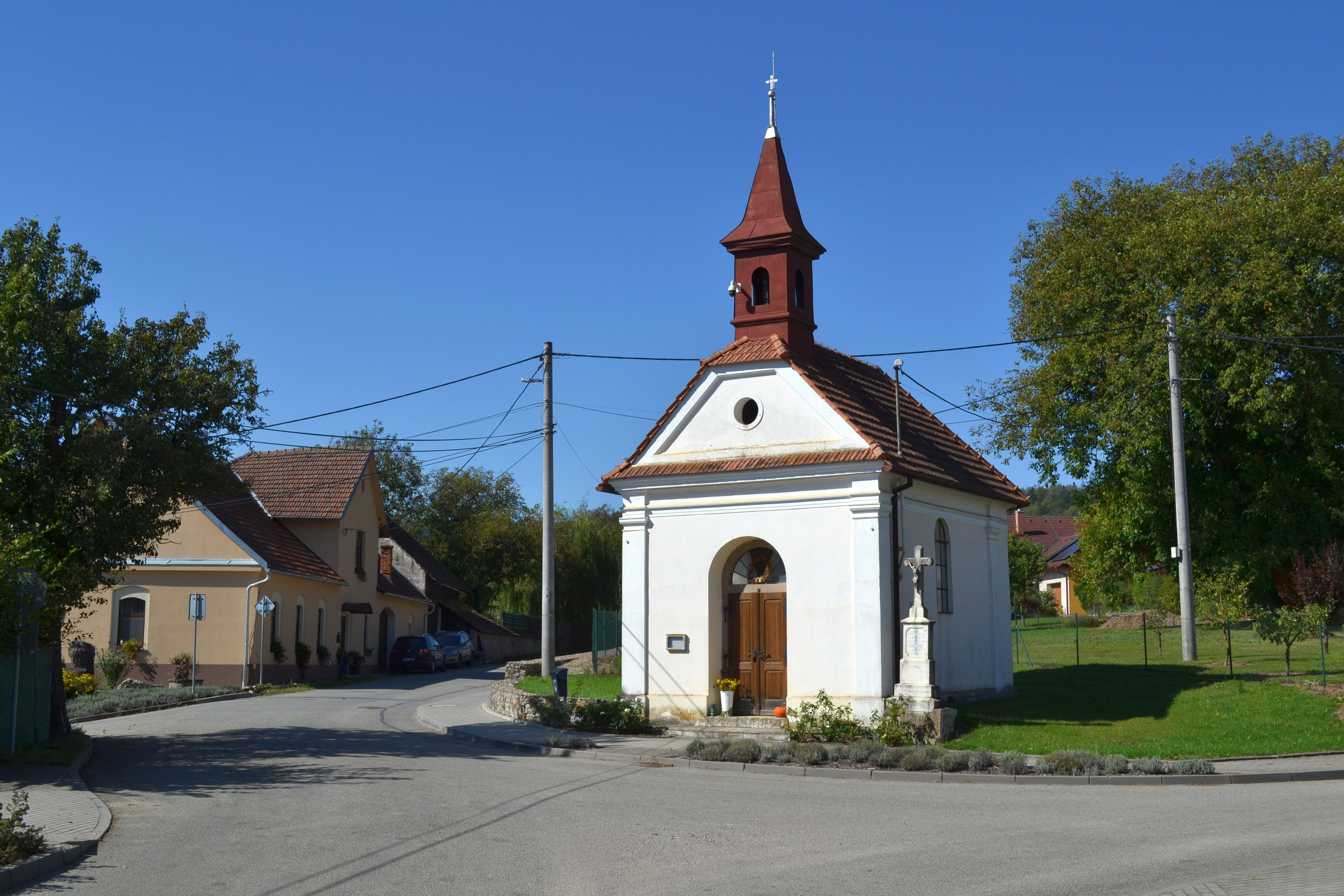
Kaple svatého Josefa
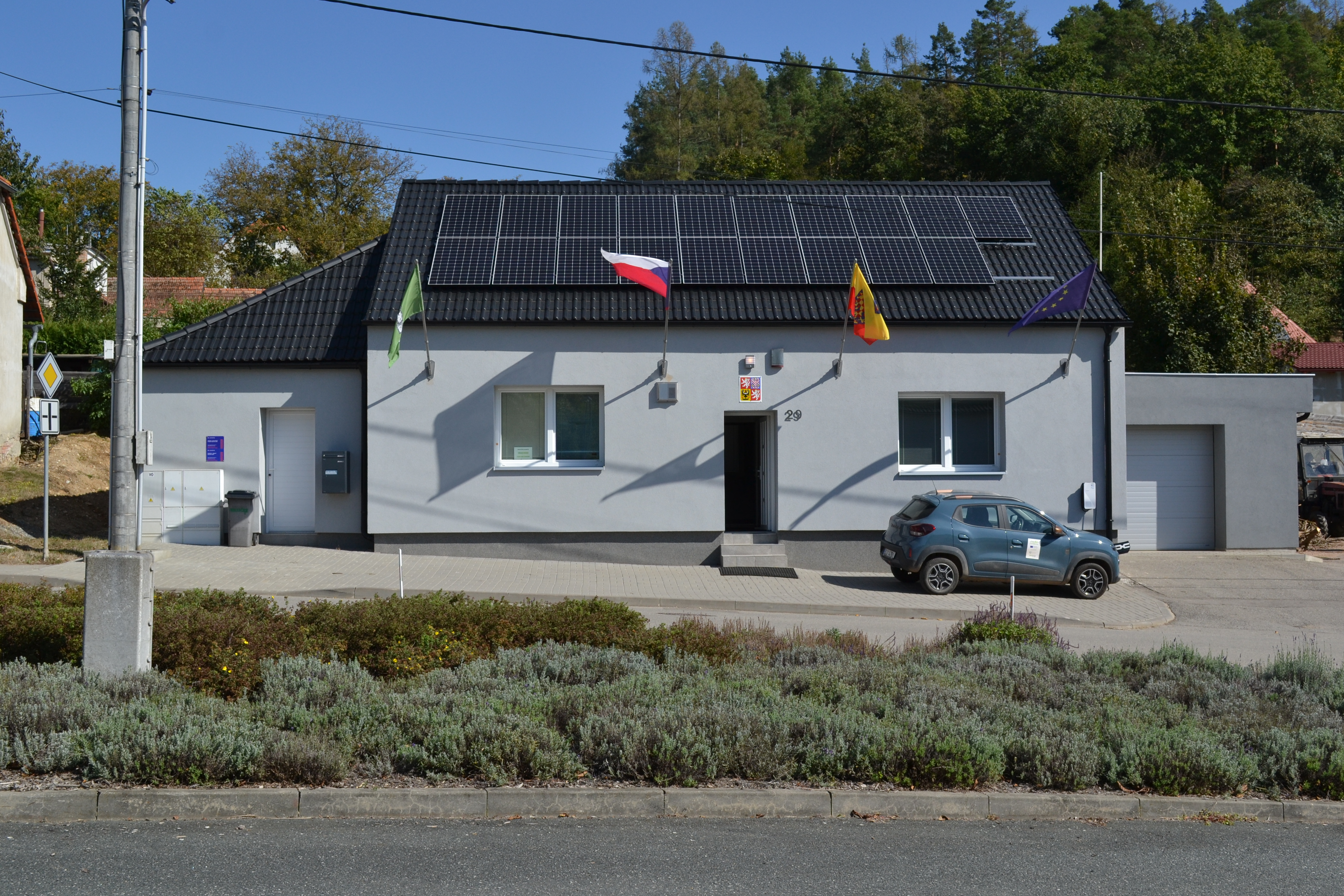
Obecní úřad
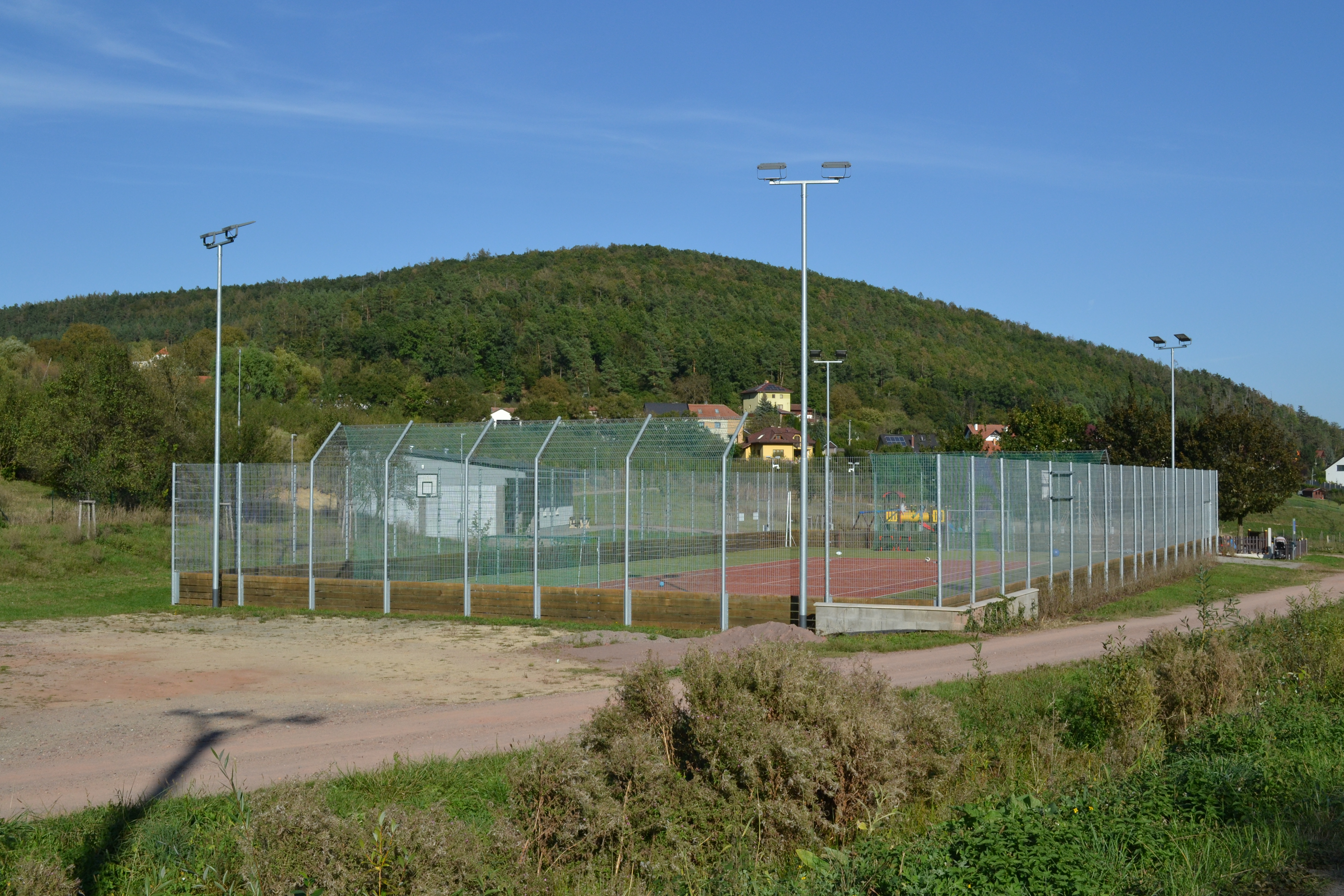
Hřiště
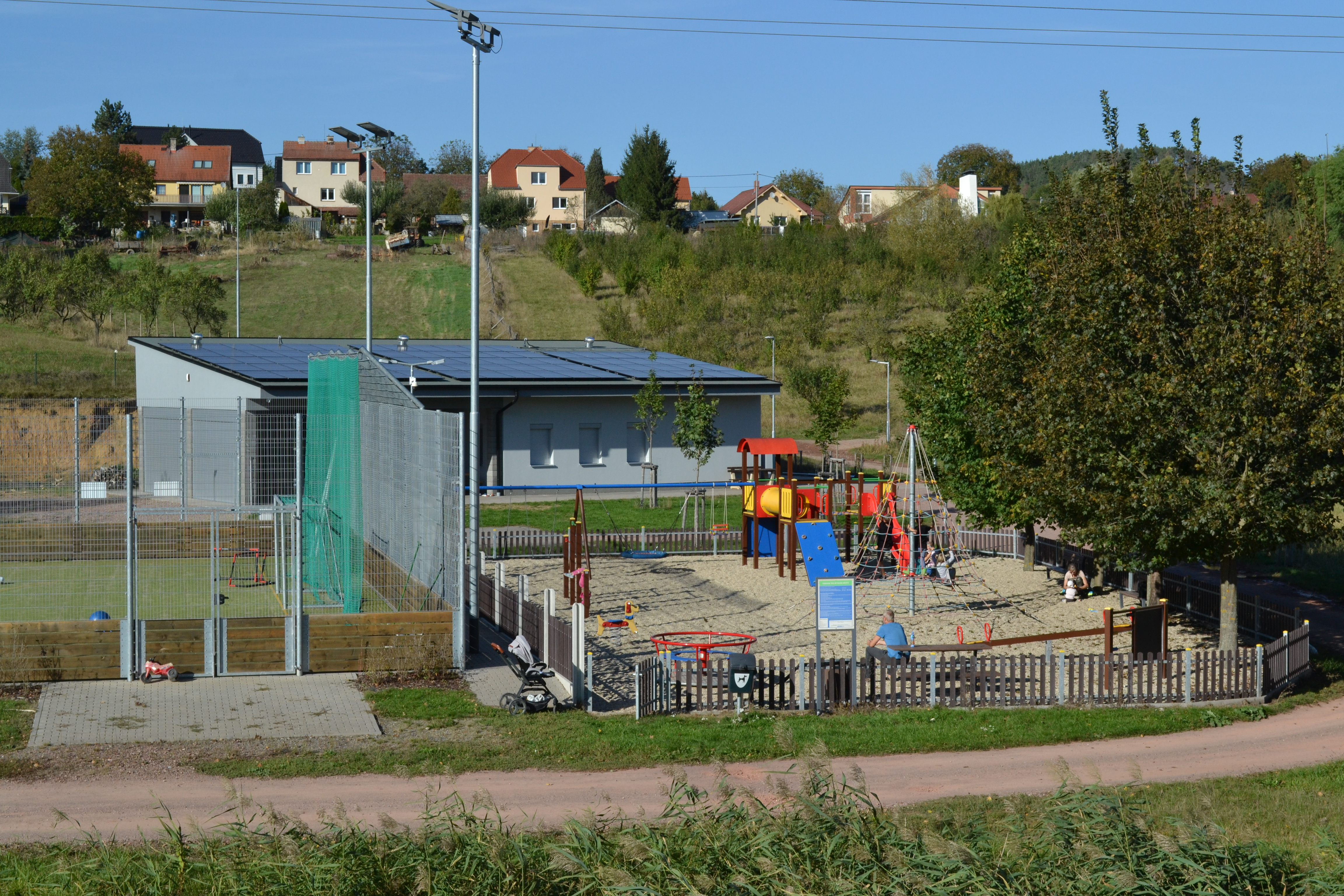
Dětské hřiště